# Петар Докић
Петар Перо Докић (Веља Међа, код Требиња, 10. октобар 1917 — Турија, код Тузле, 13. јануар 1942) учесник Народноослободилачке борбе и народни херој Југославије.

## Биографија
Рођен је у 10. октобра 1917. године у селу Веља Међа, код Требиња.
У револуционални покрет ступио је као гимназијалац 1936. године. За време студија на Пољопривредно-шумарском факултету у Земуну, примљен је у чланство Комунистичке партије Југославије. Због свог револуционарног рада био је често хапшен.
Један је од организатора устанка на Озрену. Био је политички комесар батаљона у Озренском партизанском одреду. Касније је постављен за политичкoг комесара Озренског одреда, али је погинуо 13. јануарa 1942. године у јуришу на непријатељско упориште у селу Турији код Тузле.
За народног хероја проглашен је 20. децембра 1951. године.